# Sport-Club Freiburg 2021-2022 (femminile)
Questa voce raccoglie le informazioni riguardanti la squadra femminile dello Sport-Club Freiburg nelle competizioni ufficiali della stagione 2021-2022.

## Divise e sponsor
La grafica era la stessa adottata dal Friburgo maschile. 
| Casa | Trasferta | Terza divisa |

## Organigramma societario
Area tecnica
- Allenatore: Daniel Kraus
- Vice allenatore:
- Vice allenatore:
- Preparatore dei portieri:

## Rosa
Rosa, ruoli e numeri di maglia come da sito ufficiale e sito della Federcalcio tedesca (DFB).
| N. |                     | Ruolo | Calciatrice       |
| -- | ------------------- | ----- | ----------------- |
| 1  | Germania (bandiera) | P     | Lena Nuding       |
| 2  | Germania (bandiera) | D     | Lisa Karl         |
| 4  | Germania (bandiera) | C     | Meret Wittje      |
| 5  | Germania (bandiera) | D     | Kim Fellhauer     |
| 7  | Svizzera (bandiera) | A     | Tyara Buser       |
| 8  | Germania (bandiera) | D     | Rebecca Knaak     |
| 9  | Germania (bandiera) | C     | Janina Minge      |
| 10 | Svizzera (bandiera) | C     | Riola Xhemaili    |
| 11 | Germania (bandiera) | A     | Hasret Kayikçi    |
| 12 | Germania (bandiera) | P     | Rafaela Borggräfe |
| 13 | Svizzera (bandiera) | A     | Svenja Fölmli     |
| 14 | Germania (bandiera) | C     | Lina Bürger       |
| 15 | Germania (bandiera) | C     | Anne Rotzinger    |
| 16 | Germania (bandiera) | D     | Greta Stegemann   |
| 17 | Kosovo (bandiera)   | A     | Erëleta Memeti    |

| N. |                       | Ruolo | Calciatrice         |
| -- | --------------------- | ----- | ------------------- |
| 18 | Austria (bandiera)    | A     | Lisa Kolb           |
| 19 | Germania (bandiera)   | D     | Jobina Lahr         |
| 20 | Slovacchia (bandiera) | D     | Jana Vojteková      |
| 21 | Germania (bandiera)   | D     | Samantha Steuerwald |
| 22 | Germania (bandiera)   | D     | Luisa Wensing       |
| 23 | Germania (bandiera)   | C     | Marie Müller        |
| 24 | Germania (bandiera)   | C     | Melina Reuter       |
| 25 | Germania (bandiera)   | D     | Victoria Ezebinyuo  |
| 27 | Germania (bandiera)   | A     | Giovanna Hoffmann   |
| 28 | Germania (bandiera)   | A     | Cora Zicai          |
| 29 | Germania (bandiera)   | C     | Nia Szenk           |
| 30 | Germania (bandiera)   | C     | Alina Bantle        |
| 31 | Germania (bandiera)   | C     | Mia Büchele         |
| 32 | Germania (bandiera)   | P     | Jule Baum           |

## Calciomercato

### Sessione estiva
| Acquisti | Acquisti          | Acquisti    | Acquisti   |
| R.       | Nome              | da          | Modalità   |
| -------- | ----------------- | ----------- | ---------- |
| P        | Jule Baum         | Sand II     | definitivo |
| P        | Rafaela Borggräfe | Aarau       | definitivo |
| C        | Riola Xhemaili    | Basilea     | definitivo |
| A        | Svenja Fölmli     | Lucerna     | definitivo |
| A        | Lisa Kolb         | Neulengbach | definitivo |

| Cessioni | Cessioni       | Cessioni         | Cessioni   |
| R.       | Nome           | a                | Modalità   |
| -------- | -------------- | ---------------- | ---------- |
| P        | Elvira Herzog  | Colonia          | definitivo |
| D        | Muriel Kroflin | Oklahoma Sooners | definitivo |
| D        | Naomi Mégroz   | Zurigo           | definitivo |
| A        | Sandra Starke  | Wolfsburg        | definitivo |

### Sessione invernale
| Acquisti | Acquisti | Acquisti | Acquisti |
| R.       | Nome     | da       | Modalità |
| -------- | -------- | -------- | -------- |
|          |          |          |          |

| Cessioni | Cessioni      | Cessioni  | Cessioni   |
| R.       | Nome          | a         | Modalità   |
| -------- | ------------- | --------- | ---------- |
| C        | Rebecca Knaak | Rosengård | definitivo |
| C        | Nia Szenk     | Basilea   | definitivo |
| A        | Tyara Buser   | Basilea   | definitivo |

## Risultati

### Frauen-Bundesliga

#### Girone di andata
| Arbitro: | Michel (Gau-Odernheim) |

|                               |           |             |
| Naschenweng 47’ De Caigny 79’ | Marcatori | 38’ Kayikçi |

| Arbitro: | Westerhoff (Bochum) |

|  |           |               |
|  | Marcatori | 79’ Prašnikar |

| Arbitro: | Duske (Leverkusen) |

|                                                      |           |  |
| Magull 3’ Schüller 17’ Viggósdóttir 66’ Schüller 89’ | Marcatori |  |

| Arbitro: | Wacker (Marbach am Neckar) |

|                         |           |                        |
| Büchele 30’ Kayikçi 50’ | Marcatori | 4’ Waßmuth 54’ Janssen |

| Arbitro: | Kost (Holzwickede) |

|               |           |                                            |
| Schumacher 2’ | Marcatori | 12’, 29’, 38’ Kayikçi 51’ Memeti 86’ Minge |

| Arbitro: | Joos (Leinfelden-Echterdingen) |

|                  |           |                        |
| Wirtz 89’ (aut.) | Marcatori | 34’ Nikolić 83’ Wieder |

| Arbitro: | Hölscher (Ihlow) |

|                          |           |            |
| Weidauer 40’ Kössler 90’ | Marcatori | 29’ Fölmli |

| Arbitro: | Appelmann (Alzey) |

|              |           |  |
| Fellhauer 3’ | Marcatori |  |

| Arbitro: | Derlin (Bad Schwartau) |

|  |           |                          |
|  | Marcatori | 75’ Memeti 83’ Vojteková |

| Arbitro: | Wildfeuer (Lubecca) |

|  |           |            |
|  | Marcatori | 13’ Fölmli |

| Arbitro: | Heidenreich (Bad Schwartau) |

|                               |           |                          |
| Fölmli 45+3’ Steuerwald 90+4’ | Marcatori | 10’ Beck 24’ Zawistowska |

#### Girone di ritorno
| Arbitro: | Schwermer (Rieder) |

|                  |           |                                                |
| Knaak 90’ (rig.) | Marcatori | 9’ (aut.) Stegemann 67’ De Caigny 90+3’ Corley |

| Arbitro: | Arlt (Münster) |

|              |           |                        |
| Freigang 45’ | Marcatori | 35’ Kayikçi 71’ Memeti |

| Arbitro: | Westerhoff (Bochum) |

|  |           |                                 |
|  | Marcatori | 28’ Gwinn 53’ Dallmann 61’ Glas |

| Arbitro: | Duske (Leverkusen) |

|                                                         |           |             |
| Janssen 15’ (rig.) Bremer 48’ Blomqvist 51’ Waßmuth 59’ | Marcatori | 79’ Kayikçi |

| Arbitro: | Appelmann (Alzey) |

|                                                                                  |           |         |
| Memeti 34’, 36’ Vojtekovál 41’ Müller 43’ Kayikçi 71’ Walter 75’ (aut.) Kolb 77’ | Marcatori | 8’ Gora |

| Arbitro: | Michel (Gau-Odernheim) |

|                         |           |                                                 |
| Pando 15’ Friedrich 40’ | Marcatori | 49’ Hoffmann 56’ (rig.) Kayikçi 90+2’ Vojteková |

| Friburgo in Brisgovia 25 marzo 2022, ore 18:00 CET 18ª giornata | Friburgo                       | 0 – 0 referto | Turbine Potsdam | Dreisamstadion (1 200 spett.)\| Arbitro: \| Joos (Leinfelden-Echterdingen) \| |
| Arbitro:                                                        | Joos (Leinfelden-Echterdingen) |               |                 |                                                                               |

| Brema 3 aprile 2022, ore 18:00 CEST 19ª giornata | Werder Brema       | 0 – 0 referto | Friburgo | Weserstadion - Platz 11 (1 285 spett.)\| Arbitro: \| Schwermer (Rieder) \| |
| Arbitro:                                         | Schwermer (Rieder) |               |          |                                                                            |

| Arbitro: | Michel (Gau-Odernheim) |

|                                                                                   |           |                 |
| Vojteková 7’ Kayikçi 10’, 61’ Memeti 12’ Steuerwald 23’ Xhemaili 44’ Hoffmann 87’ | Marcatori | 73’ Brandenburg |

| Arbitro: | Duske (Leverkusen) |

|                                         |           |  |
| Steuerwald 5’ Fölmli 21’ Hoffmann 90+1’ | Marcatori |  |

| Colonia 15 maggio 2022, ore 14:00 CEST 22ª giornata | Colonia             | 0 – 0 referto | Friburgo | Franz-Kremer-Stadion (1 049 spett.)\| Arbitro: \| Westerhoff (Bochum) \| |
| Arbitro:                                            | Westerhoff (Bochum) |               |          |                                                                          |

### DFB-Pokal
| Arbitro: | Söder (Ingolstadt) |

|  |           |                                                                                                  |
|  | Marcatori | 4’ Fölmli 15’ Minge 30’ (rig.) Xhemaili 49’, 58’, 59’, 67’ Kayikçi 62’, 89’ Müller 84’ Vojteková |

| Arbitro: | Söder (Ingolstadt) |

|  |           |                                         |
|  | Marcatori | 12’ (rig.) Janssen 45+3’ Roord 77’ Huth |

## Statistiche

### Statistiche di squadra
| Competizione         | Punti | In casa | In casa | In casa | In casa | In casa | In casa | In trasferta | In trasferta | In trasferta | In trasferta | In trasferta | In trasferta | Totale | Totale | Totale | Totale | Totale | Totale | DR  |
| Competizione         | Punti | G       | V       | N       | P       | Gf      | Gs      | G            | V            | N            | P            | Gf           | Gs           | G      | V      | N      | P      | Gf     | Gs     | DR  |
| -------------------- | ----- | ------- | ------- | ------- | ------- | ------- | ------- | ------------ | ------------ | ------------ | ------------ | ------------ | ------------ | ------ | ------ | ------ | ------ | ------ | ------ | --- |
| Frauen-Bundesliga    | 32    | 11      | 4       | 3       | 4       | 24      | 15      | 11           | 5            | 2            | 4            | 16           | 16           | 22     | 9      | 5      | 8      | 40     | 31     | +9  |
| DFB-Pokal der Frauen | -     | 1       | 0       | 0       | 1       | 0       | 3       | 1            | 1            | 0            | 0            | 10           | 0            | 2      | 1      | 0      | 1      | 10     | 3      | +7  |
| Totale               | -     | 12      | 4       | 3       | 5       | 24      | 18      | 12           | 6            | 2            | 4            | 26           | 16           | 24     | 10     | 5      | 9      | 50     | 34     | +16 |

### Andamento in campionato
| Giornata  | 1 | 2 | 3  | 4 | 5 | 6 | 7  | 8 | 9 | 10 | 11 | 12 | 13 | 14 | 15 | 16 | 17 | 18 | 19 | 20 | 21 | 22 |
| --------- | - | - | -- | - | - | - | -- | - | - | -- | -- | -- | -- | -- | -- | -- | -- | -- | -- | -- | -- | -- |
| Luogo     | T | C | T  | C | T | C | T  | C | T | T  | C  | C  | T  | C  | T  | C  | T  | C  | T  | C  | C  | T  |
| Risultato | P | P | P  | N | V | P | P  | V | V | V  | N  | P  | V  | P  | P  | V  | V  | N  | N  | V  | V  | N  |
| Posizione | 8 | 9 | 11 | 9 | 8 | 8 | 10 | 8 | 7 | 7  | 7  | 8  | 7  | 7  | 7  | 7  | 6  | 6  | 6  | 6  | 6  | 6  |

Legenda:

Luogo: C = Casa; T = Trasferta. Risultato: V = Vittoria; N = Pareggio; P = Sconfitta.

### Statistiche delle giocatrici
| Giocatore     | Frauen-Bundesliga | Frauen-Bundesliga | Frauen-Bundesliga | Frauen-Bundesliga | DFB-Pokal der Frauen | DFB-Pokal der Frauen | DFB-Pokal der Frauen | DFB-Pokal der Frauen | Totale   | Totale | Totale      | Totale     |
| Giocatore     | Presenze          | Reti              | Ammonizioni       | Espulsioni        | Presenze             | Reti                 | Ammonizioni          | Espulsioni           | Presenze | Reti   | Ammonizioni | Espulsioni |
| ------------- | ----------------- | ----------------- | ----------------- | ----------------- | -------------------- | -------------------- | -------------------- | -------------------- | -------- | ------ | ----------- | ---------- |
| A. Bantle     | 1                 | 0                 | 0                 | 0                 | 1                    | 0                    | 0                    | 0                    | 2        | 0      | 0           | 0          |
| J. Baum       | 0                 | 0                 | 0                 | 0                 | -                    | -                    | -                    | -                    | 0        | 0      | 0           | 0          |
| R. Borggräfe  | 16                | -19               | 0                 | 0                 | 2                    | -3                   | 0                    | 0                    | 18       | -22    | 0           | 0          |
| M. Büchele    | 15                | 1                 | 0                 | 0                 | 1                    | 0                    | 0                    | 0                    | 16       | 1      | 0           | 0          |
| L. Bürger     | -                 | -                 | -                 | -                 | -                    | -                    | -                    | -                    | -        | -      | -           | -          |
| T. Buser      | 1                 | 0                 | 0                 | 0                 | 1                    | 0                    | 0                    | 0                    | 2        | 0      | 0           | 0          |
| V. Ezebinyuo  | 1                 | 0                 | 0                 | 0                 | -                    | -                    | -                    | -                    | 1        | 0      | 0           | 0          |
| K. Fellhauer  | 14                | 1                 | 2                 | 0                 | 1                    | 0                    | 1                    | 0                    | 15       | 1      | 3           | 0          |
| S. Fölmli     | 21                | 4                 | 0                 | 0                 | 2                    | 1                    | 0                    | 0                    | 23       | 5      | 0           | 0          |
| G. Hoffmann   | 15                | 3                 | 1                 | 0                 | 1                    | 0                    | 0                    | 0                    | 16       | 3      | 1           | 0          |
| L. Karl       | 21                | 0                 | 3                 | 0                 | 2                    | 0                    | 0                    | 0                    | 23       | 0      | 3           | 0          |
| H. Kayikçi    | 19                | 11                | 2                 | 1                 | 2                    | 4                    | 0                    | 0                    | 21       | 15     | 2           | 1          |
| R. Knaak      | 12                | 1                 | 0                 | 0                 | 2                    | 0                    | 0                    | 0                    | 14       | 1      | 0           | 0          |
| L. Kolb       | 12                | 1                 | 1                 | 0                 | -                    | -                    | -                    | -                    | 12       | 1      | 1           | 0          |
| J. Lahr       | -                 | -                 | -                 | -                 | -                    | -                    | -                    | -                    | -        | -      | -           | -          |
| E. Memeti     | 21                | 6                 | 0                 | 0                 | 2                    | 0                    | 0                    | 0                    | 23       | 6      | 0           | 0          |
| J. Minge      | 22                | 1                 | 2                 | 0                 | 2                    | 1                    | 0                    | 0                    | 24       | 2      | 2           | 0          |
| M. Müller     | 18                | 1                 | 2                 | 0                 | 2                    | 2                    | 0                    | 0                    | 20       | 3      | 2           | 0          |
| L. Nuding     | 6                 | -12               | 0                 | 0                 | 0                    | 0                    | 0                    | 0                    | 6        | -12    | 0           | 0          |
| M. Reuter     | 1                 | 0                 | 0                 | 0                 | -                    | -                    | -                    | -                    | 1        | 0      | 0           | 0          |
| A. Rotzinger  | 4                 | 0                 | 1                 | 0                 | -                    | -                    | -                    | -                    | 4        | 0      | 1           | 0          |
| G. Stegemann  | 15                | 0                 | 3                 | 0                 | 2                    | 0                    | 0                    | 0                    | 17       | 0      | 3           | 0          |
| S. Steuerwald | 19                | 3                 | 5                 | 0                 | 2                    | 0                    | 0                    | 0                    | 21       | 3      | 5           | 0          |
| N. Szenk      | 3                 | 0                 | 0                 | 0                 | 1                    | 0                    | 0                    | 0                    | 4        | 0      | 0           | 0          |
| J. Vojteková  | 20                | 4                 | 3                 | 0                 | 2                    | 1                    | 0                    | 0                    | 22       | 5      | 3           | 0          |
| L. Wensing    | 15                | 0                 | 1                 | 0                 | 1                    | 0                    | 0                    | 0                    | 16       | 0      | 1           | 0          |
| M. Wittje     | 21                | 0                 | 3                 | 0                 | -                    | -                    | -                    | -                    | 21       | 0      | 3           | 0          |
| R. Xhemaili   | 21                | 1                 | 3                 | 0                 | 2                    | 1                    | 0                    | 0                    | 23       | 2      | 3           | 0          |
| C. Zicai      | 12                | 0                 | 1                 | 0                 | 1                    | 0                    | 0                    | 0                    | 13       | 0      | 1           | 0          |